# 우라정 (아오모리시)
우라정(浦町)는 일본 아오모리현 아오모리시에 속한 지명이다. 예전에는 아오모리 시가지 중심부를 포함했지만, 주거지 표시제 시행으로 범위가 좁아졌다.

## 개요
오아자 우라정은 과거 번정 시대의 항구도시 아오모리 남쪽 끝에서 오아자 하마다 앞까지 광대한 지역을 차지했지만, 현재 오아자 우라마치로서 남아 있는 부분은 비교적 좁은 지역이다. 하시모토는 아오모리 신호장 부지의 한정된 구역에, 오쿠노는 아오모리 철도선 남쪽, 국도 103호선과 아오모리현도 27호선 아오모리 나시오카선 사이에 있다.
하시모토는 북쪽은 중앙, 동쪽은 우라마치 오쿠노, 남쪽은 가쓰라기, 서쪽은 오노 기타카타오카에 접해 있다.
오쿠노는 북쪽은 아오모리 철도선을 사이에 두고 오쿠노, 동쪽은 아라카와(쓰쓰카와)를 사이에 두고 쓰쓰이, 남쪽은 하마다, 서쪽은 국도 103호를 사이에 두고 가쓰라기, 미도리 등과 접해 있다. 좁은 도로가 많은 주택가이지만, 서쪽 끝은 도로 건너편에 있는 미도리, 아오바 지구와 함께 소매점 등이 늘어선 관광 거리의 교외형 상업지의 일각을 이루고 있다.

## 교통

### 도로
지역 내 관련 도로는 다음과 같다.
- 국도 제103호선 - 앞서 말했듯이 길가에는 상점이 많다.
- 아오모리현 도로 27호 아오모리 나시오카선 - 동쪽 끝 부근을 통과한다.

예전에는 도호쿠본선 우라마치역이 정내에 있었으나, 선로 이설에 따라 1968년 7월에 폐지되었다. 그 역의 터는 주거지 표시 시행에 따라 하시모토, 혹은 쓰쓰미정(堤町)이라고 불리고 있다.

## 버스
- 아오모리 시영버스
  - 요코우치 순환선
  - 하마다 순환선
  - 학교교육센터선 등
- JR버스 도호쿠
  - 요코우치선(핫코다대교 경유)

(아오모리현 도로 27호 아오모리 나시오카선)
- JR버스 도호쿠
  - 요코우치선(제방다리 경유)

## 참고문헌
- 角川日本地名大辞典 2 青森県（角川書店1985年） 「浦町」

1. ↑  青森市 (2017년 5월 25일). “人口・世帯数等（住民基本台帳）” (일본어). 青森市. 2020년 5월 8일에 원본 문서에서 보존된 문서. 2017년 5월 29일에 확인함. 다음 글자 무시됨: ‘和書’ (도움말)